# Заслон (система противоракетной обороны)
Система противоракетной обороны «Заслон» — проект системы противоракетной обороны, разрабатывавшийся начиная с 1965 г. коллективом под руководством Ю. Г. Бурлакова в НИИ-244 Министерства радиотехнической промышленности СССР (министр — В. Д. Калмыков) в рамках конкурса на создание новых систем противовоздушной обороны страны и систем беспилотного перехвата ядерных ракет противника. Для целеуказания предполагалось использование радиолокационной станции дальнего обнаружения «Программа-2» (шифр — «Неман», главный конструктор — В. И. Марков, НИИ-37, разрабатывалась с 1965 по 1968 гг.). Научно-изыскательские работы велись в середине 1960-х гг., в итоге проект реализован не был, ввиду того, что предпочтение заказчиков конкурса было отдано уже фактически достроенной и потенциально готовой к постановке на боевое дежурство, более перспективной и отлаженной, с точки зрения заказчиков, системе противоракетной обороны А-35, модернизация которой была признана более приоритетным и менее ресурсозатратным направлением работ, нежели разработка иных систем ПРО. В ходе полигонных испытаний РЛС системы проект был признан прибывшей комиссией не отвечающим требованиям обеспечения надёжной противоракетной обороны страны, выйти за пределы создания полигонного образца РЛС разработчикам не удалось.

## Элементы системы
- Автоматизированная система управления.
- Радиолокационная станция дальнего обнаружения «Программа-2», отвечавшая за обнаружение и распознавание воздушно-космических целей (средств воздушного нападения) методом применения широкополосных радиолокационных сигналов и, согласно замыслу проектировщиков, способная идентифицировать баллистические ракеты противника среди ложных целей.
- Противоракеты.

## Общая оценка проекта
Один из участников конкурса на создание системы ПРО страны, главный конструктор ОКБ-30 генерал-лейтенант Г. В. Кисунько дал отрицательную оценку проекту: «Как и следовало ожидать, никакого даже намёка на распознавание [цели] не получилось. Просто были выброшены на ветер сотни миллионов рублей в доперестроечном исчислении». Также, по мнению конструктора, проект носил конъюнктурный характер и был связан с протекцией, которую оказывал Минрадиопром СССР подчинённым ему научно-исследовательским учреждениям. «Распылением сил и средств» назвал проект «Заслон» военный историк И. Г. Дроговоз, — по его мнению, существование в СССР сразу нескольких проектов системы противоракетной обороны страны значительно осложнило процесс создания, испытания и введения в строй принятой в итоге системы ПРО А-35.